# دانمارک در المپیک تابستانی ۲۰۲۴
کاروان المپیکی دانمارک، یکی از کاروان‌های شرکت‌کننده در بازی‌های المپیک تابستانی ۲۰۲۴ بود. این دوره از بازی‌ها از ۲۶ ژوئیه تا ۱۱ اوت ۲۰۲۴ (۵ تا ۲۱ امرداد ۱۴۰۳ خورشیدی) به میزبانی پاریس، پایتخت فرانسه برگزار شد. کاروان المپیکی دانمارک در تمامی ادوار المپیک به جز یک دوره (۱۹۰۴ سنت لوئیس) شرکت کرده‌اند. کمیته ملی المپیک دانمارک پیش از آغاز بازی‌ها، پیش‌بینی کرده بود که کاروان دانمارک بین ۹ تا ۱۱ را در المپیک ۲۰۲۴ پاریس کسب خواهد کرد.
شگفتی کاروان دانمارک در بخش هندبال رقم خورد. در این سری از مسابقات، دانمارک موفق شد هم در بخش مردان و هم در بخش زنان، روی سکو برود.
تیم مردان دانمارک با پیروزی در مرحله نخست حذفی در برابر سوئد قدرتمند، دست سوئدی‌ها را از کسب مدال کوتاه کند و با پیروزی در برابر اسلوونی و آلمان، به مدال طلا رسید.
در بخش زنان نیز تیم دانمارک که در مرحله یک‌چهارم نهایی بازی را به نروژ (قهرمان) شکست خورد، در بازی مدال برنز، سوئد را شکست داد و به مدال برنز رسید.

## مدال‌آوران
| مدال | ورزشکار | ورزش             | رویداد                    | تاریخ  |
| ---- | --- | ---------------- | ------------------------- | ------ |
| طلا  | ویکتور اکسلسن | بدمینتون         | انفرادی مردان             | ۵ اوت  |
| طلا  | تیم ملی هندبال دانمارک - لسه اندرسون - توماس آرنولدسن - ماتیاس گیدسل - سیمون هالد - میکل هانسن - امیل یاکوبسن - لوکاس یورگنسن - نیکلاس کیرکلوکه - ماگنوس لندین - نیکلاس لندین - راسموس لائوگه اسمیت - هانس لیندبرگ - هنریک مولگا - امیل نیلسن - سیون پیتلیک - ماگنوس ساوگستروپ | هندبال           | مسابقات مردان             | ۱۱ اوت |
| نقره | کاترین دوفور نانا مرالد راسموسن دنیل بکمن اندرسن | سوارکاری         | درساژ تیمی                | ۳ اوت  |
| نقره | آن ماری ریندوم | قایقرانی بادبانی | ILCA 6                    | ۷ اوت  |
| برنز | تورپال بیسلطانوف | کشتی             | ۸۷ کیلوگرم فرنگی          | ۸ اوت  |
| برنز | ادی هرنیچ | تکواندو          | ۸۰ کیلوگرم مردان          | ۹ اوت  |
| برنز | تیم ملی هندبال زنان دانمارک - لوئیسه بورگارد - هلنا الور - اما فریس - آنه مته هانسن - لینه هاوگستد - کاترینه هیندیل - میه هویلوند - ریکه ایورسن - سارا ایورسن - کریستینا یورگنسن - میکالا مولر - ترینه اوسترگارد - التیا رینهارت - مته ترانبورگ - ساندرا توفت                  | هندبال           | مسابقات زنان              | ۱۰ اوت |
| برنز | اما یوئنسن | قایقرانی         | کایاک یک‌نفره ۵۰۰ متر زنان | ۱۰ اوت |
| برنز | میکل مارکیو نیکلاس لارسن | دوچرخه‌سواری      | امدادی مردان              | ۱۰ اوت |

## شرکت‌کنندگان
کاروان دانمارک شامل ورزشکارانی بود که در ورزش‌های زیر به رقابت پرداختند.
| ورزش              | مردان | زنان | کل  |
| ----------------- | ----- | ---- | --- |
| تیراندازی با کمان | ۰     | ۱    | ۱   |
| دو و میدانی       | ۱     | ۳    | ۴   |
| بدمینتون          | ۴     | ۳    | ۷   |
| بوکس              | ۱     | ۰    | ۱   |
| قایقرانی          | ۵     | ۲    | ۷   |
| دوچرخه‌سواری       | ۹     | ۸    | ۱۷  |
| سوارکاری          | ۳     | ۲    | ۵   |
| گلف               | ۲     | ۲    | ۴   |
| هندبال            | ۱۶    | ۱۵   | ۳۱  |
| جودو              | ۰     | ۱    | ۱   |
| روئینگ            | ۳     | ۱۴   | ۱۷  |
| قایقرانی بادبانی  | ۵     | ۴    | ۹   |
| تیراندازی         | ۱     | ۲    | ۳   |
| اسکیت‌برد          | ۱     | ۰    | ۱   |
| شنا               | ۰     | ۷    | ۷   |
| تنیس روی میز      | ۳     | ۰    | ۳   |
| تکواندو           | ۱     | ۰    | ۱   |
| تنیس              | ۰     | ۲    | ۲   |
| سه‌گانه            | ۱     | ۱    | ۲   |
| کشتی              | ۱     | ۰    | ۱   |
| کل                | ۵۶    | ۶۷   | ۱۲۲ |